# Бордалу Пиньейру, Рафаэль
Рафаэль Бордалу Пиньейру (порт. Rafael Bordalo Pinheiro; 21 марта 1846, Лиссабон — 23 января 1905, там же) — португальский художник, иллюстратор, карикатурист, скульптор, редактор. Считается первым создателем португальских комиксов .

## Биография
Первые уроки мастерства получил у своего отца, художника-романтика Мануэла Марии Бордалу Пиньейру. Старший брат художника Колумбану Бордалу Пиньейру.

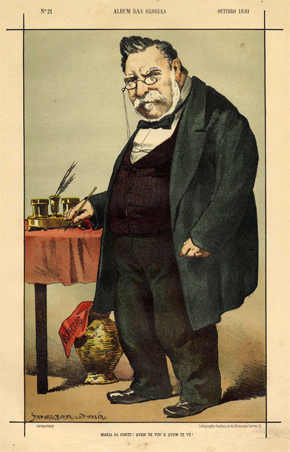
Карикатура на премьер-министра Португалии Антониу Родригеша Сампаю

Начал публиковать свои иллюстрации и карикатуры в юмористических журналах, таких как A Berlinda и O Calcanhar de Aquiles, часто демонстрируя саркастический юмор с политическим или социальным посылом.
В 1875 году отправился в Бразилию, где работал иллюстратором и карикатуристом. Со временем стал редактором нескольких юмористических и критико-политических журналов. Его известность как карикатуриста привела в Лондон, где он работал одним из его сотрудников журнала Illustrated London News .

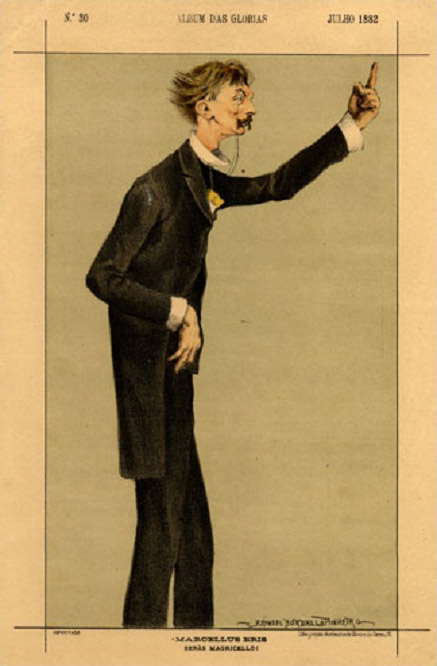
Карикатура на политика Лопеша Трован

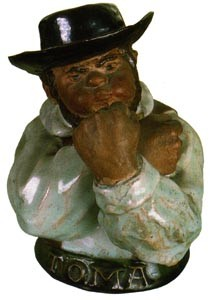
Керамическая фигурка Зе Повинью из Калдаш-да-Раинья

Автор Зе Повинью, популярного сатирического персонажа (1875), позднее ставшего персонифицированным образом португальского народа. Изображается в виде коренастого бородатого мужчины в крестьянской одежде, который зачастую сгибает руку в неприличном жесте (gesto do manguito).
В 1885 году основал керамическую фабрику в Калдаш-да-Раинья, где создал много керамических изделий, которыми известен этот город. Завод работает по сей день.

## Память
- В Лиссабоне существует Музей Рафаэля Бордалу Пиньейру, посвящённый его жизни и творчеству.